# Kosmos (linie lotnicze)
Kosmos (Kosmos Airlines, ros.: Производственное объединение «Космос») – rosyjskie linie lotnicze z siedzibą w Moskwie. Zostały założone w 1995 roku, a baza znajduje się na lotnisku Moskwa-Wnukowo.

## Flota
Stan aktualny na dzień 24 listopada 2016 roku:
- 2  Tu-134A-3